# Marele Premiu de la Miami din 2023
Marele Premiu de la Miami din 2023 (cunoscut oficial ca Formula 1 Crypto.com Miami Grand Prix 2023) a fost o cursă auto de Formula 1 ce s-a desfășurat pe 7 mai 2023 pe Autodromul Internațional Miami din Miami, Florida, Statele Unite. Cursa a fost cea de-a cincea etapă a Campionatului Mondial de Formula 1 al FIA din 2023.
Campionul en-titre, Max Verstappen, a câștigat cursa, ajungând la trei victorii în sezon. Coechipierul său, Sergio Pérez, care a plecat din pole, a terminat pe locul 2, marcând al patrulea 1-2 din sezon pentru Red Bull Racing. Fernando Alonso s-a clasat pe locul 3.

## Context
Furnizorul de anvelope Pirelli a adus compușii de anvelope C2, C3 și C4 (denumiți dur, mediu și, respectiv, moale) pentru ca echipele să le folosească la eveniment. Primul și al doilea punct de activare DRS au fost mutați cu 75 de metri mai în față, fiind poziționați la 105 de metri după virajul 9 și, respectiv, la 525 de metri după virajul 16.

## Calificări
Calificările au avut loc pe 6 mai 2023 începând cu ora locală 16:00 (UTC-4), ora 23:00 ora României.
| Poz.                  | Nr. | Pilot            | Constructor                  | Timpi calificări | Timpi calificări | Timpi calificări | Grila finală |
| Poz.                  | Nr. | Pilot            | Constructor                  | Q1               | Q2               | Q3               | Grila finală |
| --------------------- | --- | ---------------- | ---------------------------- | ---------------- | ---------------- | ---------------- | ------------ |
| 1                     | 1   | Sergio Pérez     | Red Bull Racing-Honda RBPT   | 1:27,713         | 1:27,328         | 1:26,841         | 1            |
| 2                     | 14  | Fernando Alonso  | Aston Martin Aramco-Mercedes | 1:28,179         | 1:27,097         | 1:27,202         | 2            |
| 3                     | 16  | Carlos Sainz Jr. | Ferrari                      | 1:27,686         | 1:27,148         | 1:27,349         | 3            |
| 4                     | 20  | Kevin Magnussen  | Haas-Ferrari                 | 1:27,809         | 1:27,673         | 1:27,767         | 4            |
| 5                     | 10  | Pierre Gasly     | Alpine-Renault               | 1:28,061         | 1:27,612         | 1:27,786         | 5            |
| 6                     | 63  | George Russell   | Mercedes                     | 1:28,086         | 1:27,743         | 1:27,804         | 6            |
| 7                     | 16  | Charles Leclerc  | Ferrari                      | 1:27,713         | 1:26,964         | 1:27,861         | 7            |
| 8                     | 31  | Esteban Ocon     | Alpine-Renault               | 1:27,872         | 1:27,444         | 1:27,935         | 8            |
| 9                     | 1   | Max Verstappen   | Red Bull Racing-Honda RBPT   | 1:27,363         | 1:26,814         | Fără timp        | 9            |
| 10                    | 77  | Valtteri Bottas  | Alfa Romeo-Ferrari           | 1:27,864         | 1:27,564         | Fără timp        | 10           |
| 11                    | 23  | Alexander Albon  | Williams-Mercedes            | 1:28,234         | 1:27,795         | N/A              | 11           |
| 12                    | 27  | Nico Hülkenberg  | Haas-Ferrari                 | 1:27,945         | 1:27,903         | N/A              | 12           |
| 13                    | 44  | Lewis Hamilton   | Mercedes                     | 1:27,846         | 1:27,975         | N/A              | 13           |
| 14                    | 24  | Zhou Guanyu      | Alfa Romeo-Ferrari           | 1:28,180         | 1:28,091         | N/A              | 14           |
| 15                    | 21  | Nyck de Vries    | AlphaTauri-Honda RBPT        | 1:28,325         | 1:28,395         | N/A              | 15           |
| 16                    | 4   | Lando Norris     | McLaren-Mercedes             | 1:28,394         | N/A              | N/A              | 16           |
| 17                    | 22  | Yuki Tsunoda     | AlphaTauri-Honda RBPT        | 1:28,429         | N/A              | N/A              | 17           |
| 18                    | 18  | Lance Stroll     | Aston Martin Aramco-Mercedes | 1:28,476         | N/A              | N/A              | 18           |
| 19                    | 81  | Oscar Piastri    | McLaren-Mercedes             | 1:28,484         | N/A              | N/A              | 19           |
| 20                    | 2   | Logan Sargeant   | Williams-Mercedes            | 1:28,577         | N/A              | N/A              | 20           |
| Regula 107%: 1:33,478 |     |                  |                              |                  |                  |                  |              |
| Sursa:                |     |                  |                              |                  |                  |                  |              |

## Cursă
Cursa a avut loc pe 7 mai 2023 începând cu ora locală 15:30 (UTC-4), ora 22:30 ora României, cu distanța de 57 de tururi.
| Poz.                                                                                 | Nr. | Pilot            | Constructor                  | Tururi | Timp/Retras | Grilă | Puncte |
| ------------------------------------------------------------------------------------ | --- | ---------------- | ---------------------------- | ------ | ----------- | ----- | ------ |
| 1                                                                                    | 1   | Max Verstappen   | Red Bull Racing-Honda RBPT   | 57     | 1:27:38,241 | 9     | 26     |
| 2                                                                                    | 11  | Sergio Pérez     | Red Bull Racing-Honda RBPT   | 57     | +5,384      | 1     | 18     |
| 3                                                                                    | 14  | Fernando Alonso  | Aston Martin Aramco-Mercedes | 57     | +26,305     | 2     | 15     |
| 4                                                                                    | 63  | George Russell   | Mercedes                     | 57     | +33,229     | 6     | 12     |
| 5                                                                                    | 55  | Carlos Sainz Jr. | Ferrari                      | 57     | +42,511     | 3     | 10     |
| 6                                                                                    | 44  | Lewis Hamilton   | Mercedes                     | 57     | +51,249     | 13    | 8      |
| 7                                                                                    | 16  | Charles Leclerc  | Ferrari                      | 57     | +52,988     | 7     | 6      |
| 8                                                                                    | 10  | Pierre Gasly     | Alpine-Renault               | 57     | +55,670     | 5     | 4      |
| 9                                                                                    | 31  | Esteban Ocon     | Alpine-Renault               | 57     | +58,123     | 8     | 2      |
| 10                                                                                   | 20  | Kevin Magnussen  | Haas-Ferrari                 | 57     | +1:02,945   | 4     | 1      |
| 11                                                                                   | 22  | Yuki Tsunoda     | AlphaTauri-Honda RBPT        | 57     | +1:04,309   | 17    |        |
| 12                                                                                   | 18  | Lance Stroll     | Aston Martin Aramco-Mercedes | 57     | +1:04,754   | 18    |        |
| 13                                                                                   | 77  | Valtteri Bottas  | Alfa Romeo-Ferrari           | 57     | +1:11,637   | 10    |        |
| 14                                                                                   | 23  | Alexander Albon  | Williams-Mercedes            | 57     | +1:12,861   | 11    |        |
| 15                                                                                   | 27  | Nico Hülkenberg  | Haas-Ferrari                 | 57     | +1:14,950   | 12    |        |
| 16                                                                                   | 24  | Zhou Guanyu      | Alfa Romeo-Ferrari           | 57     | +1:18,440   | 14    |        |
| 17                                                                                   | 4   | Lando Norris     | McLaren-Mercedes             | 57     | +1:27,717   | 16    |        |
| 18                                                                                   | 21  | Nyck de Vries    | AlphaTauri-Honda RBPT        | 57     | +1:28,949   | 15    |        |
| 19                                                                                   | 81  | Oscar Piastri    | McLaren-Mercedes             | 56     | +1 tur      | 19    |        |
| 20                                                                                   | 2   | Logan Sargeant   | Williams-Mercedes            | 56     | +1 tur      | 20    |        |
| Cel mai rapid tur: Max Verstappen (Red Bull Racing-Honda RBPT) – 1:29,708 (turul 56) |     |                  |                              |        |             |       |        |
| Sursa:                                                                               |     |                  |                              |        |             |       |        |

Note
- ^1 – Include un punct pentru cel mai rapid tur.[8]
- ^2 – Carlos Sainz Jr. a primit o penalizare de cinci secunde pentru depășirea vitezei pe linia boxelor. Poziția sa finală nu a fost afectată de penalizare.[7]

## Clasamentele campionatelor după cursă
|        | Poz. | Pilot            | Pct. |
| ------ | ---- | ---------------- | ---- |
|        | 1    | Max Verstappen   | 93   |
|        | 2    | Sergio Pérez     | 87   |
|        | 3    | Fernando Alonso  | 60   |
|        | 4    | Lewis Hamilton   | 48   |
|        | 5    | Carlos Sainz Jr. | 34   |
| Sursa: |      |                  |      |

|        | Poz. | Constructor                  | Pct. |
| ------ | ---- | ---------------------------- | ---- |
|        | 1    | Red Bull Racing-Honda RBPT   | 224  |
|        | 2    | Aston Martin Aramco-Mercedes | 102  |
|        | 3    | Mercedes                     | 96   |
|        | 4    | Ferrari                      | 78   |
|        | 5    | McLaren-Mercedes             | 14   |
| Sursa: |      |                              |      |

- Notă: Doar primele cinci locuri sunt prezentate în ambele clasamente.